# Tephrina trilineata
Tephrina trilineata là một loài bướm đêm trong họ Geometridae.